# Verwaltungswirt
Verwaltungswirte sind Beamte in der Beamtenlaufbahn des mittleren Dienstes. Das Eingangsamt ist Sekretär (A6), die Laufbahngruppe endet mit Amtsinspektor (A9) bzw. Erster Amtsinspektor (A10 m.D., nur in Baden-Württemberg). Mit dem Abitur oder der Fachhochschulreife kann auch ein Aufbaustudium für den gehobenen Dienst für das Eingangsamt Inspektor (A9) absolviert werden.

## Voraussetzungen
Voraussetzungen für Verwaltungswirte sind außer der mittleren Reife oder der Fachhochschulreife die allgemeinen beamtenrechtlichen Voraussetzungen. Nach einer erfolgreichen Bewerbung findet in der Regel ein zwei- bis dreistündiger Eignungstest statt, welcher Aufgaben in den Bereichen Rechtschreibung und Grammatik, Texte analysieren und schreiben, Englischkenntnisse, Grundrechenarten, Zins- und Prozentrechnen, logisches und visuelles Denken, sowie Allgemeinbildung beinhaltet. Bewerber, die es danach in die engere Auswahl schaffen, werden zu einem Vorstellungsgespräch eingeladen. Bei geeigneten Bewerbern erfolgt zum Schluss eine Amtsärztliche Untersuchung. Bei manchen Behörden kann zudem eine Assessment Centeraufgabe Teil des Auswahlverfahrens sein (Vortrag oder Gruppendiskussion).

## Ausbildung
Die Ausbildung dauert zwei bis drei Jahre und beginnt mit der Ernennung zum Beamten auf Widerruf als Sekretäranwärter.
Die Ausbildung verläuft dual, das heißt, sie gliedert sich in Theorie- und Praxisphasen. Im theoretischen Unterricht erlernt man: Staats- und Verfassungsrecht, Verwaltungsrecht, Bürgerliches Recht, Recht des öffentlichen Diensts, Öffentliche Finanzwirtschaft, Verwaltungsorganisation, Informationstechnik sowie Vergaberecht.

## Aufgaben
Das Aufgabenspektrum von Verwaltungswirten erstreckt sich von allgemeiner Büroarbeit bis hinzu der Beratung von Bürgern. Der Einsatz erfolgt dabei in der Bundesverwaltung, den Verwaltungen der Bundesländer und den Kommunalverwaltungen (Städten, Landkreisen, Gemeinden).